# L'Orchestre des doigts
L'Orchestre des doigts (わが指のオーケストラ, Wagayubi no ōkesutora) est un seinen manga d'Osamu Yamamoto, publié en quatre volumes sortis entre septembre 1991 et février 1993. La version française est éditée par Milan dans la collection « Kanko » en quatre tomes sortis entre novembre 2006 et juin 2007.

## Synopsis
Takahashi Kiyoshi, jeune professeur ayant étudié la musique, part travailler dans une école d’aveugles et de sourds-muets à Osaka en 1914 après avoir renoncé à poursuivre ses études en France. Il y rencontre Issaku, jeune enfant sourd-muet, violent car ne sachant communiquer. Le professeur l’aide et découvre par la même occasion le monde du silence et l’incompréhension qui l’entoure.
Le combat entre la méthode oraliste et la langue des signes est rude : la plupart des écoles japonaises interdisent la langue des signes aux élèves, alors que la méthode oraliste n'est efficace que sur 20 à 30 % des élèves[réf. souhaitée]. Le combat de l'école d'Osaka est de mêler méthode oraliste et langue des signes afin de trouver des méthodes adaptées à chaque individu.

## Personnages
Issaku
Élève de Takahashi Kiyoshi, il devient à son tour professeur et se marie avec une autre ancienne élève.
Takahashi Kiyoshi
Professeur de langue des signes, inspiré d'un personnage réel. Il devient ensuite directeur de l'école pour sourds et muets d'Osaka, qui se sépare de l'école pour aveugles. Il se marie et a une fille.

## Liste des volumes
| no | Japonais          | Japonais          | Français         | Français          |
| no | Date de sortie    | ISBN              | Date de sortie   | ISBN              |
| -- | ----------------- | ----------------- | ---------------- | ----------------- |
| 1  | 27 septembre 1991 | 978-4-253-10256-8 | 2 novembre 2006  | 978-2-7459-2392-9 |
| 2  | 6 février 1992    | 978-4-253-10257-5 | 1er février 2007 | 978-2-7459-2586-2 |
| 3  | 27 août 1992      | 978-4-253-10258-2 | 5 avril 2007     | 978-2-7459-2587-9 |
| 4  | 1er février 1993  | 978-4-253-10259-9 | 7 juin 2007      | 978-2-7459-2588-6 |

### Édition japonaise
Akita Shoten
1. 1 2  (ja) « Tome 1 ».
2. 1 2  (ja) « Tome 2 ».
3. 1 2  (ja) « Tome 3 ».
4. 1 2  (ja) « Tome 4 ».

### Édition française
Milan
1. 1 2  (fr) « Tome 1 », sur manga-news.com.
2. 1 2  (fr) « Tome 2 »(Archive.org • Wikiwix • Archive.is • Google • Que faire ?).
3. 1 2  (fr) « Tome 3 »(Archive.org • Wikiwix • Archive.is • Google • Que faire ?).
4. 1 2  (fr) « Tome 4 »(Archive.org • Wikiwix • Archive.is • Google • Que faire ?).